# Рунку (Констанца)
Рунку (рум. Runcu) — село у повіті Констанца в Румунії. Входить до складу комуни Пантелімон.
Село розташоване на відстані 177 км на схід від Бухареста, 53 км на північний захід від Констанци, 94 км на південь від Галаца.

## Населення
За даними перепису населення 2002 року у селі проживали 466 осіб, усі — румуни. Усі жителі села рідною мовою назвали румунську.